# Добсон, Рали
Рали Добсон (англ. Rhali Dobson, родилась 21 апреля 1992 года) — австралийская футболистка, выступавшая на позиции нападающей.

## Игровая карьера

### Клубная
Рали начала играть в футбол в возрасте 5 лет в своём родном городе Вохоуп за местную одноимённую команду. В женской У-Лиге дебютировала в составе «Ньюкасл Джетс» в 2008 году, когда клуб был только основан.
В 2012 году Добсон играла в чемпионате Северного Нового Южного Уэльса за клуб «Мэриуэзер Юнайтед», хотя выбирала между ним и «Адамстауном Роузбад» в таких обстоятельствах, которые газета «Newcastle Herald» называла «далёкими от дружеского расставания». В дальнейшем она вернулась в состав «Джетс», однако уходила в аренду в «Адамстаун Роузбад» и «Мэриузер Юнайтед» (играла за последний в 2017 году). 24 сентября перешла в «Мельбурн Сити», команду действующих чемпионов Австралии.
25 марта 2021 года она сыграла последний матч в своей карьере — матч за клуб против «Перт Глори», забив гол и принеся победу со счётом 2:1

### Карьера в сборной
Добсон сыграла три матча за сборную Австралии U-17 в 2007 году, в том числе игры Австралийского юношеского олимпийского фестиваля и чемпионата Азии среди девушек не старше 16 лет. Первую и последнюю игру за сборную Австралии провела 6 апреля 2014 года против Бразилии в Брисбене (поражение 0:1).

## Личная жизнь
По профессии является терапевтом. Её двоюродной сестрой является футболистка Трэйси Макговерн.
25 марта 2021 года Рали Добсон в день окончания своей карьеры объявила о помолвке со своим парнем Мэттом, у которого была диагностирована опухоль головного мозга. Мэтт сделал ей предложение сразу после прощальной встречи Рали: девушка решила посвятить больше времени своему будущему мужу.